# Titus Laeven
Titus Laeven (Amsterdam, 15 december 1992) is een Nederlands stemacteur.
In 2004 sprak Laeven Dash Parr in in de Nederlandstalige versie van The Incredibles en vertolkte hij Platvoet in Platvoet en zijn vriendjes: De ontdekking van de Minisaurus. Verder was hij te horen als Sarge in Meteor and the Mighty Monster Trucks, als Nibs in Peter Pan en in onder andere Shark Tale, Sesamstraat, Kim Possible, Recess, The Polar Express, De Wilde Bende en Brother Bear.
In 2005 speelde Laeven de rol van 'Titus' in het televisiedrama Docklands, dat door de VPRO werd uitgezonden als onderdeel van Villa Achterwerk. Daarnaast speelde hij voor Theater Erfurt in Waiting for the Barbarians, een opera van Philip Glass die in 2008 in de Stopera te zien was.